# هتل‌های سوفیتل

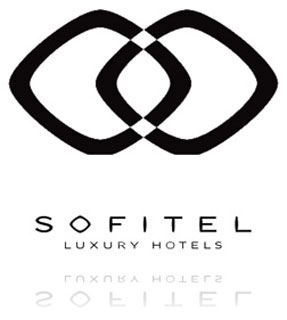
آرم هتل‌های سوفیتل.

سوفیتل (به انگلیسی: Sofitel) نام هتل‌های زنجیره‌ای مجلل و گران‌قیمت فرانسوی است. اولین هتل سوفیتل در سال ۱۹۶۴ میلادی، در شهر استراسبورگ، فرانسه افتتاح شد. اولین هتل خارج از کشور در مینیاپولیس ایالات متحده در سال ۱۹۷۴ افتتاح شد. در سال ۱۹۹۵سوفیتل در بیش از ۴۰ کشور جهان ۱۰۰ هتل و ۱۲٬۵۰۰ کارمند داشت.
دو سال بعد، سوفیتل به گروه Accor که در سال ۱۹۸۳ و ۲۰۰۰ تأسیس شده بود پیوسته و شعبه‌هایی را در فیلادلفیا و نیویورک افتتاح کرد. در سال ۲۰۰۵، سوفیتل با بازگشایی شعبه آسیا پسفیک به گسترش خود ادامه داد. در سال ۲۰۰۸ سوفیتل با داشتن ۱۲۰ هتل در سراسر دنیا صاحب واحد اختصاصی خود در گروه Accor شد.

## جوایز
هتل‌های مختلف سوفیتل در دنیا توسط خوانندگان مجلات تاجران مسافر به عنوان بهترین هتل در نوع خود انتخاب شده‌اند. به عنوان مثال هتل سوفیتل  هیترو لندن به عنوان بهترین هتل فرودگاهی و بهترین هتل تجاری بریتانیا برگزیده شد.

## سوفیتل نیویورک
هتل سوفیتل نیویورک، در نزدیکی میدان تایمز در مرکز منهتن واقع شده‌است.
بهای یک شب اقامت در «سوئیت رویال» هتل سوفیتل نیویورک، بالغ بر ۳ هزار دلار آمریکا می‌شود.

## نگارخانه

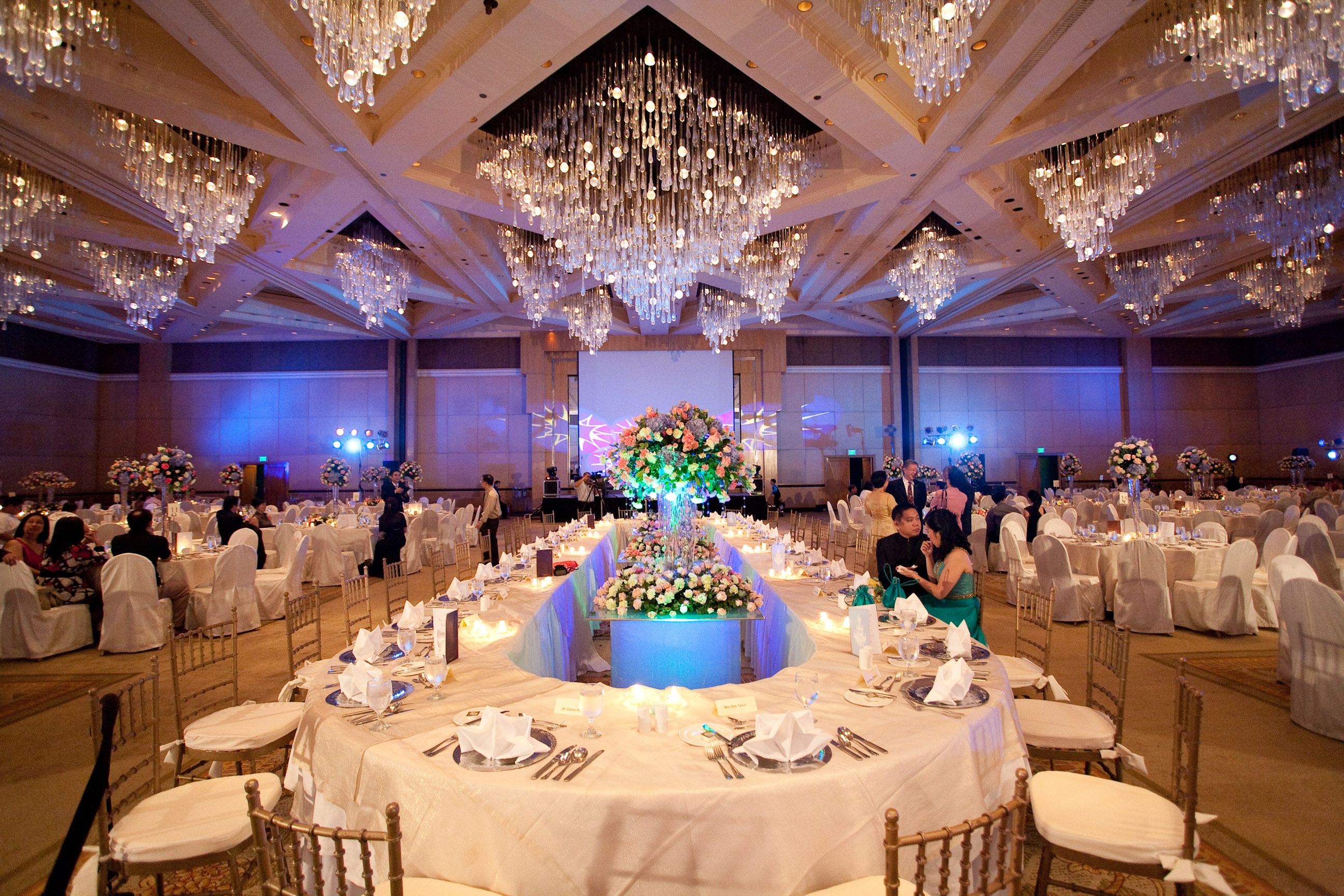
سالن مناسبت‌های هتل سوفیتل ونکوور
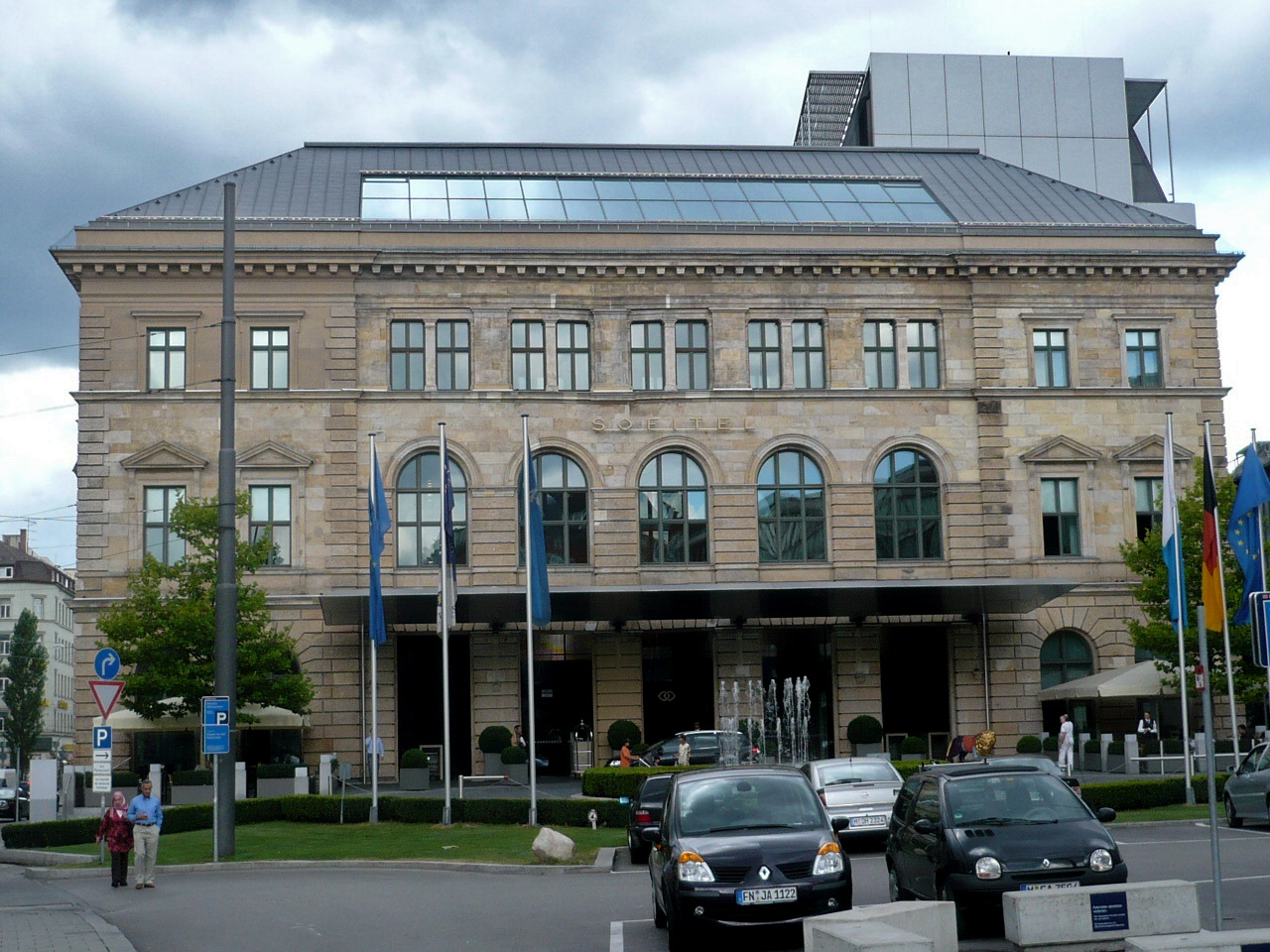
هتل سوفیتل مونیخ
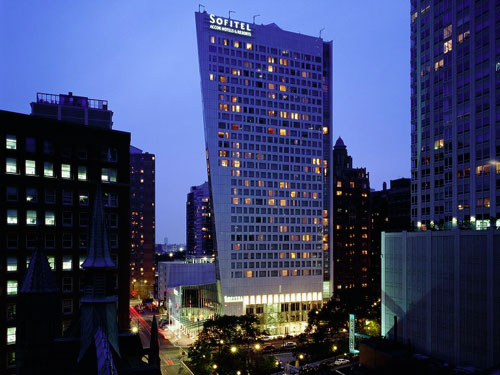
هتل سوفیتل شیکاگو
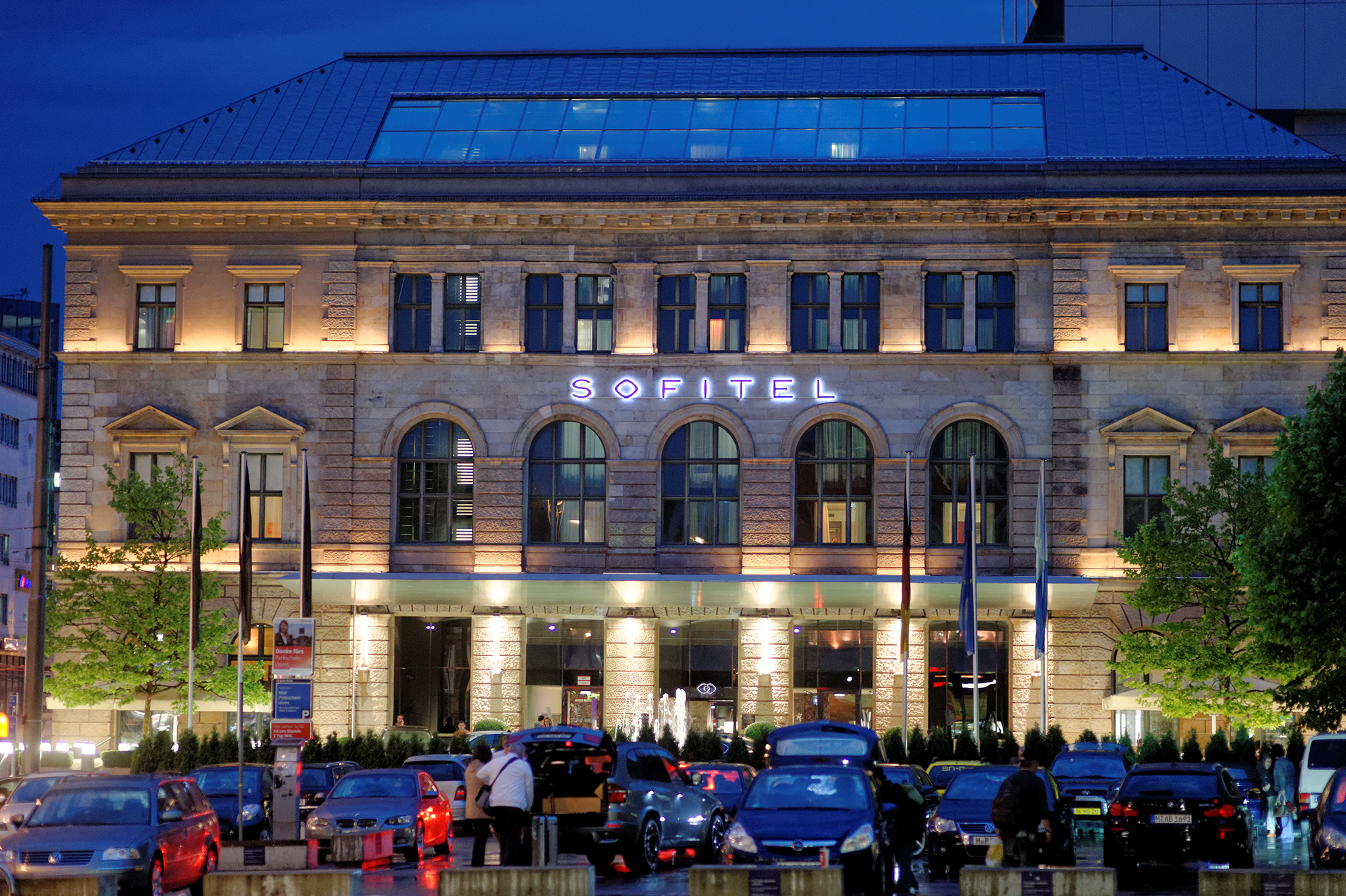
بخش خرید هتل سوفیتل مونیخ هنگام غروب آفتاب در ششم ژوئیه ۲۰۱۲